# Nacjonalizm
Nacjonalizm (z łac. natio „naród”) – przekonanie, że naród jest najwyższą wartością i najważniejszą formą uspołecznienia, z którego wynika określona postawa polityczna, gospodarcza czy społeczna. Nacjonalizm może, ale nie musi, wiązać się z takimi postawami jak etnocentryzm, patriotyzm czy megalomania narodowa. Bywa przeciwstawiany kosmopolityzmowi. W języku angielskim „nacjonalizm” ma szersze znaczenie niż w języku polskim. Według polskich definicji nacjonalizm jest ideologią zmierzającą do podporządkowania innych narodów własnemu narodowi. Nacjonaliści żądają dla niego specjalnych przywilejów oraz wyolbrzymiają jego zalety.

## Historia
Korzenie nacjonalizmu wiążą się z przełomem XV i XVI w., kiedy doszło do upadku średniowiecznego uniwersalizmu, a za sprawą reformacji władcy oparli się na rodzimych elitach, reprezentujących poszczególne państwa i narody. Na nacjonalizm miały wpływ: luteranizm oraz kalwinizm i związane z tymi konfesjami tłumaczenia Biblii na język niemiecki, a następnie inne języki narodowe. Luterański model polityczny narodu (wspólnota historyczna oraz etniczna ziemi i krwi) realizował się w absolutyzmie, autorytaryzmie i totalitaryzmie. W modelu kalwińskim naród był dobrowolnym, politycznym zrzeszeniem jednostek, którego emanacją stało się państwo liberalne.
Powstanie nacjonalizmu wiąże się niekiedy z rewolucją francuską, a konkretnie z radykalną działalnością lewicowych jakobinów. Nacjonalizm w ich wydaniu stanowił pierwszą chronologicznie formę tej postawy społeczno-politycznej. W związku ze swym radykalizmem nacjonalizm ten przybierał kształt szowinizmu. Był egalitarny, a wyrosłe w konfrontacji z nim nacjonalizmy: niemiecki i hiszpański, były również (jak francuski) rewolucyjne. Jeszcze inni badacze wskazują, że nacjonalizm powstał jako niemiecka reakcja na podbój Niemiec przez Napoleona Bonapartego. O ile początkowo nacjonalizm był wiązany z postawami liberalnymi, to z czasem zaczął być kojarzony głównie z prawicą i skrajna prawicą. 
W 1789 po raz pierwszy został użyty termin „nacjonalizm” w obecnym rozumieniu tego słowa – tak przynajmniej twierdzi część badaczy. Użył go francuski jezuita Augustin Barruel. Jeszcze inni wskazują, że jako pierwszy w tym znaczeniu użył go Maurice Barrès. Niemniej jednak pojęcie upowszechniło się dopiero pod koniec XIX wieku. Było już wówczas używane wobec niemieckich i francuskich prawicowców, którzy opowiadali się za ekspansją terytorialną własnych państw i byli wrogo nastawieni wobec obcokrajowców, liberałów i lewicowców. W tym czasie nacjonaliści nierzadko zaczęli głosić monopol skrajnej prawicy na patriotyzm. Sama lewica europejska na ogół odcinała się od nacjonalizmu. Nie zmienia to faktu, że nawet wówczas pojawiały się ruchy nacjonalistyczne o bardziej lewicowej proweniencji lub takie, których nie da się umiejscowić na osi prawica-lewica. 
Wojny rewolucyjnej Francji oraz wojny napoleońskie zapoczątkowały w historii Europy epokę nacjonalizmów. Z czasem nacjonalizm uległ ewolucji. W XIX wieku za jego główną wartość uchodziła odrębność narodową. W XX wieku było to już posiadanie odrębnego państwa narodowego. W dwudziestoleciu międzywojennym powstał ruch faszystowski. Roman Tokarczyk wskazuje, że w tym czasie „nie każdy nacjonalizm był faszystowski, ale każdy faszyzm był nacjonalistyczny”. Nacjonalizm w wydaniu międzywojennym był jedną z głównych przyczyn wybuchu II wojny światowej. Po zakończeniu globalnego konfliktu pojęcie „nacjonalizmu” stosowano do także do ruchów antykolonialnych.

## Charakterystyka nacjonalizmu
Postawa nacjonalistyczna nie jest autonomiczną i kompletną ideologią, lecz zbiorem zasad, które są lub były wyznawane przez różne odmiany prawicy (volkizm, Narodowa Demokracja, faszyzm, nazizm, banderyzm) i lewicy (Jakobini, Czerwoni Khmerzy). Nacjonalizmy poszczególnych narodów nierzadko znacznie się od siebie różnią. W historii występowały różne typy nacjonalizmów, np.: narodowy konserwatyzm, narodowy liberalizm, narodowy radykalizm, narodowy socjalizm, faszyzm, narodowy bolszewizm, narodowy komunizm. Andrew Heywood podzielił nacjonalizmy na trzy rodzaje: nacjonalizm etniczny, nacjonalizm integralny oraz nacjonalizm kulturowy.
Nacjonalizm jest przekonaniem według którego interes własnego narodu jest nadrzędny wobec interesu jednostki, grup społecznych, czy społeczności regionalnych. Naród jest uznawany za najwyższego suwerena państwa, a państwo narodowe za najwłaściwszą formę organizacji społeczności, złączonej wspólnotą pochodzenia, języka, historii i kultury. Nacjonalizm przedkłada interes własnego narodu nad interesami innych narodów, zarówno wewnątrz kraju (mniejszości narodowe lub etniczne), jak i na zewnątrz (narody sąsiednie).
Skrajna postać nacjonalizmu jest nazywana szowinizmem.
W XIX-wiecznym nacjonalizmie istotnym elementem był darwinizm społeczny, który zakładał, że życiem społeczeństw rządzą te same zasady, co światem przyrody. Według nacjonalistycznej interpretacji historii świat był i jest areną walk pomiędzy różnymi narodami, z których tylko najsilniejsze mają prawo do przetrwania.
Idee nacjonalistyczne często pojmują naród jako przede wszystkim etniczną wspólnotę krwi, przez co często jest porównywany do rasizmu.
Nacjonalizm wiąże się z patriotyzmem, w związku z czym – zdaniem niektórych badaczy – obie postawy nie powinny być sobie przeciwstawiane. Jeszcze inni badacze, w tym prawicowi, wyraźnie rozgraniczają od siebie nacjonalizm i patriotyzm.
Termin „nacjonalizm” w języku polskim bywa traktowany pejoratywnie – wartościująco (podobnie w języku niemieckim). W językach francuskim i angielskim ma charakter wyłącznie opisowy. W języku angielskim termin ma poza tym znacznie szersze znaczenie niż w języku polskim.

## Nacjonalizm a religia
Bogumił Grott wyróżnił trzy stanowiska, które określają stosunek nacjonalizmu do religii chrześcijańskiej:
1) powstawania ideologii bez odwoływania się do zasad i koncepcji etycznych katolicyzmu i chrześcijaństwa;
2) kształtowania się ruchów narodowych pod wpływem wartości funkcjonujących w religii;
3) sprzeciwiania się chrześcijaństwu, odrzuceniu go, co skutkowało zwrotem ku pogaństwu i negacji zasad uniwersalistycznych oraz personalistycznych.
Andrzej Wojtaszak podzielił nacjonalizmy na: nacjonalizm świecki, nacjonalizm chrześcijański oraz nacjonalizm nepogański. Badacz podkreślił, że ten podział nie jest zasadny wobec wszystkich kultur. Na przykład trudno zastosować go wobec nacjonalizmów narodów prawosławnych.

## Nurty nacjonalizmu
- narodowy anarchizm
- narodowy bolszewizm
- narodowa demokracja
- nacjonalizm integralny
- narodowy katolicyzm
- narodowy komunizm
- narodowy konserwatyzm
- narodowy liberalizm
- narodowy radykalizm
- narodowy socjalizm
- narodowy syndykalizm
- zadrugizm
- strasseryzm

## Nacjonalizm w Polsce

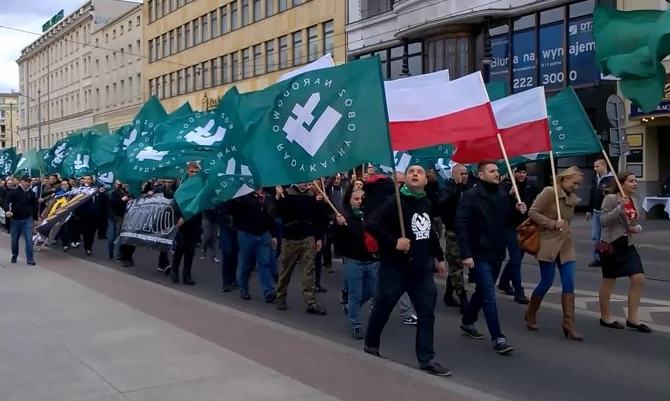
Marsz w 81. rocznicę utworzenia ONR, na sztandarze widoczna falanga (Poznań 2015)

W II RP za polityczny wyraz nacjonalizmu uważano ruch narodowy (Liga Narodowa, Stronnictwo Narodowo-Demokratyczne, Związek Młodzieży Polskiej „Zet”, Narodowy Związek Robotniczy, Związek Ludowo-Narodowy, Obóz Wielkiej Polski, Stronnictwo Narodowe) oraz jego odłamy (np. Obóz Narodowo-Radykalny). Współtwórcą i głównym ideologiem polskiego nacjonalizmu – Narodowej Demokracji (endecji) – był Roman Dmowski, jednakże on sam nie stosował pojęcia nacjonalizmu, wychodząc z założenia, że to określenie zawiera w sobie element doktrynalny i sprowadza obowiązek narodowy do części jakby tylko społeczeństwa.
Popularnymi w Polsce symbolami nacjonalizmu są: Falanga, Mieczyk Chrobrego oraz krzyż celtycki. Szczególnie ostatni symbol wzbudza liczne kontrowersje.